# 160-е годы до н. э.
160-е (сто шестидеся́тые) го́ды до на́шей э́ры по пролептическому юлианскому календарю — промежуток времени с 1 января 169 года до н. э. по 31 декабря 160 года до н. э., включающий с 169 по 161 годы 4-го десятилетия  и 160 год 5-го десятилетия II века 1-го тысячелетия до н. э. Им предшествовали 170-е годы до н. э., за ними следовали 150-е годы до н. э. Они закончились 2185 лет назад.

## События
- 169 — Консулы: Квинт Марций Филипп (во 2-й раз) (плебей) и Гней Сервилий Цепион (патриций); проконсул: Авл Гостилий Манцин (в Эпире); преторы: Гай Децимий, Гай Марций Фигул, Гай Сульпиций Галл, Марк Клавдий Марцелл, Публий Фонтей Капитон и Сервий Корнелий Лентул; пропретор: Аппий Клавдий Центон (в Эпире); курульные эдилы: Публий Корнелий Лентул и Публий Корнелий Сципион Назика Коркул; народные трибуны: Квинт Воконий Сакса и Публий Рутилий; монетный триумвир: Авл Теренций Варрон; цензоры: Гай Клавдий Пульхр (патриций) и Тиберий Семпроний Гракх (плебей[1][2]).
- 169 — Зима — Персей Македонский выступил в Акарнанию на Страт, но город занял легат Попилий. Весна — Консул Квинт Марций вторгся в Македонию через проходы мимо Аскуридского озера. Персей испугался и бежал в Пидну, но затем опомнился и возвратился в Дий, когда римляне отошли к Филе. Гентий, царь иллирийского племени лабеатов, заключил с Персеем союз за 300 талантов. Получив часть денег, Гентий напал на Иллирию и заточил римских послов. Персей предложил союз галлам, жившим за Истром, но отказывался им платить, и галлы ушли.
- 169 — Антиох IV осадил Александрию, но неудачно, и покорил остальной Египет. Антиох сделал Птолемея Филометора царём в Мемфисе и ушёл, оставив гарнизон в Пелузии. Филометор примирился с Птолемеем Фисконом с помощью их сестры Клеопатры II. Братья стали править совместно. Антиох потребовал передать ему Кипр и Пелузий. Филометор направил послов в Рим. Антиох направил флот к Кипру.
- Царь Македонии Персей просит царя Селевкидов Антиоха IV объединиться с ним против Рима, убеждая его в опасности, которую представляет Римская республика всем эллинистическим монархиям. Антиох IV, занятый египетскими делами, не отвечает на посольство Персея о союзе против Рима.
- 168: Консулы: Луций Эмилий Павел (младший) (2-й раз) (ок. 229 — ок. 160 до н. э.) (патриций) и Гай Лициний Красс (плебей)[3]; преторы: Гай Папирий Карбон, Гней Бебий Тамфил, Гней Октавий, Луций Аниций Галл, Марк Эбуций Гельва и Публий Фонтей Бальб; народный трибун: Гней Тремеллий; квесторы: Луций Манлий Ацидин и Луций Стертиний[4][5].
- Римское войско возглавил Павел. Персей завязал с Эвменом II переговоры. Эвмен отказался заключить союз, а за мирное посредничество потребовал 1500 талантов. Персей отказался. Персей расположил свой лагерь у подножия Олимпа. Но отряд римлян вышел ему в тыл. Персей выслал им навстречу отряд, но тот был разбит.
- 22 сентября — Разгром армии Персея в битве при Пидне римлянами Павла. Персей бежал и отплыл на Самофракию, куда подошёл флот Гнея Октавия. Персей сдался ему.
- Конец Македонского царства. Взятие римлянами Скодры. Конец Иллирийского царства. Разделение Македонии и Иллирии на округа (4 союза городов в Македонии). Страны навсегда обезоружены, лишь на севере сохранён заслон против варваров. Все бывшие царские чиновники выселены в Италию. Присоединение Эпира к Риму. До 150 000 человек проданы в рабство. Римляне обвинили Пергам и Родос в попытках уладить конфликт между Македонией и Римом. Римляне отобрали у Родоса Карию и Ликию и объявили свободным портом Делос. На Делос переселились афиняне. Ухудшение отношений Пергама с Римом. 1000 знатных ахейцев (в том числе Полибий) отправлены заложниками в Рим.
- Весна — Антиох IV Эпифан из Келесирии предпринял новый поход в Египет и подошёл к Александрии. Мемфис и другие города перешли на его сторону. Римское посольство Гая Попиллия предъявляет ультиматум Антиоху. Антиох вынужден очистить Египет и Кипр, но сохраняет Келесирию и Иудею.
- Поход Антиоха в Иудею. Разграбление Иерусалима и Храма. Многие жители проданы в рабство. Антиох строит в Иерусалиме крепость Акру и оставляет там гарнизон. Иудейская религия запрещена.
- Основан город Котор.
- 167[6] — Консулы Квинт Элий Пет и Марк Юний Пенн (два плебея).
- 167 — Разгром римлянами Эмилия Павла городов Эпира. Роспуск Этолийского союза. Триумф Павла (с участием Персея).
- 167 — Пергамское посольство в Рим во главе с Атталом. Многие сенаторы предлагали Атталу поддержку против Эвмена, но тот отказался.
- 167 — Восстание в Иудее во главе со священником Маттафием[7] и его сыновьями Симоном и Иудой Маккавеем («Молотом») из рода Хасмонеев. Смерть Маттафия. Мятеж возглавил Иуда Маккавей.
- 166 — Консулы: Марк Клавдий Марцелл (плебей) и Гай Сульпиций Галл (патриций); преторы: Авл Лициний Нерва, Луций Аппулей Сатурнин, Луций Юлий[8], Марк Фонтей, Публий Квинтилий Вар и Публий Рутилий Кальв; плебейские эдилы: Маний Ацилий Глабрион и Марк Фульвий Нобилиор[9][10].
- 166 год — Лаошань возобновил атаки на Северный Китай.
- 166 год — 162 — Хунну ежегодно атакуют Север Китая.
- 162 год — император Вэнь-ди предложил народу Хунну выплачивать дань.
- 160 год — 127 Шаньюй Гюнчень, сын Лаошаня.